# 苏梅州州长
苏梅州州长（烏克蘭語：Сумська обласна державна адміністрація）是烏克蘭北部州份苏梅州行政部门的负责人。该职位由乌克兰总统任命，現任州長為奧萊赫·赫里霍羅夫。